# جیمی رولدز آگویلرا
جیمی رولدز آگویلرا (به اسپانیایی: Jaime Roldós Aguilera) (زادهٔ ۵ نوامبر ۱۹۴۰ – درگذشتهٔ ۲۴ مه ۱۹۸۱) یک سیاستمدار اهل اکوادور بود. وی از ۱۰ اوت ۱۹۷۹ تا هنگام مرگش در ۲۴ مه ۱۹۸۱ رئیس‌جمهور این کشور بود.